# 핸섬 켄야
핸섬 켄야(ハンサムケンヤ, 1987년 10월 30일 ~ )는 일본의 도쿠시마현 출신의 싱어송라이터이다.
2011년부터 본격적으로 활동을 시작했으며 2012년 메이저 데뷔를 하게 된다.

## 내력
1987년 도쿠시마현에서 태어난뒤 구마모토현으로 이주하였다. 교육열이 열성정인 부모 아래, 유년기는 회화 나 피아노, 야구를 하며 보내였다.
2000년에 비틀즈에 관심을 가지게되며, 2002년에는 작곡을 시작하였다.
2005년, 고등학생이 된 이후로는 친구들과 함께 밴드활동을 시작하여, 베이스와 보컬을 담당하였다.
2006년, 재수중에는 멀티 트랙 레코더를 활용하여 본격적인 음악제작에 참여하였다.

2007년, 리츠메이칸 대학입학과 함께 교토로 거처를 옮긴뒤 밴드를 결성하였다.
밴드에서는 기타와 보컬을 담당하였다.
2009년, 연주와 라이브등을 하며, 밴드 자체 제작 CD 싱글, 2장을 발매하였다.
2010년, 밴드 동료와 함께 인디 레이블 회사 "고도 레코드"를 창립하였다.
2011년, 대학을 졸업한 뒤 밴드를 해산하고 교토를 중심으로 솔로 활동을 시작하였다.
그뒤 Youtube에 "이쯤에서 노래해", "곤충의 한숨"의 PV를 발표했는대, 영상을 영상작가 스기모토 코스케 가 담당하면서 더 화제가 된다.
같은 해 9월에는 첫 정규 앨범인 "에프코드(F Code)"의 "결심속도"의 PV를 발표한다.
2012년 7월 4일, "집적LIFE", "상처투성이"로 메이저 데뷔를 하게 된다. 2012년 10월에는 메이저 1st앨범 "골드매쉬"를 발표한다.